# Geraecormobius anomalus
Geraecormobius anomalus is een hooiwagen uit de familie Gonyleptidae.